# خانه مصطفی ذبیحی
خانه مصطفی ذبیحی مربوط به دوره قاجار است و در شهرستان برخوار، بخش برخوار، شهر دستگرد، خیابان مدرس، کوچه لقمان، انتهای بن‌بست واقع شده و این اثر در تاریخ ۱۶ دی ۱۳۸۷ با شمارهٔ ثبت ۲۴۴۴۹ به‌عنوان یکی از آثار ملی ایران به ثبت رسیده است.